# Nicholas Monsarrat
Nicholas Monsarrat (geboren Nicholas John Turney Monsarrat) (Liverpool, 22 maart 1910 - (Londen, 8 augustus 1979) was een Britse schrijver, vooral bekend vanwege The Cruel Sea (1951) (vertaald in het Nederlands: De Wrede Zee). die ook verfilmd is, onder dezelfde titel. Dit boek is een roman geïnspireerd op zijn ervaringen op zee in de Tweede  Wereld Oorlog.
Eerder verschenen van zijn hand drie korte verhalen over zijn ervaringen op drie korvetten (gebundeld tot Three Corvettes) en een boek over zijn ervaringen op twee fregatten (HM Frigate).
Ook zijn (volkomen fictieve) kort verhaal "The Ship that Died of Shame" werd verfilmd, onder dezelfde titel.
Voor en na de oorlog schreef hij diverse romans die niets met de zee te maken hebben. 